# اشانوکس
اشانوکس (به فرانسوی: Échenevex) یک کمون در فرانسه است که در canton of Gex واقع شده‌است.

## خصوصیات
اشانوکس ۱۶٫۴۴ کیلومترمربع مساحت و ۱٬۹۸۸ نفر جمعیت دارد و ۶۳۵ متر بالاتر از سطح دریا واقع شده‌است.

## نگارخانه

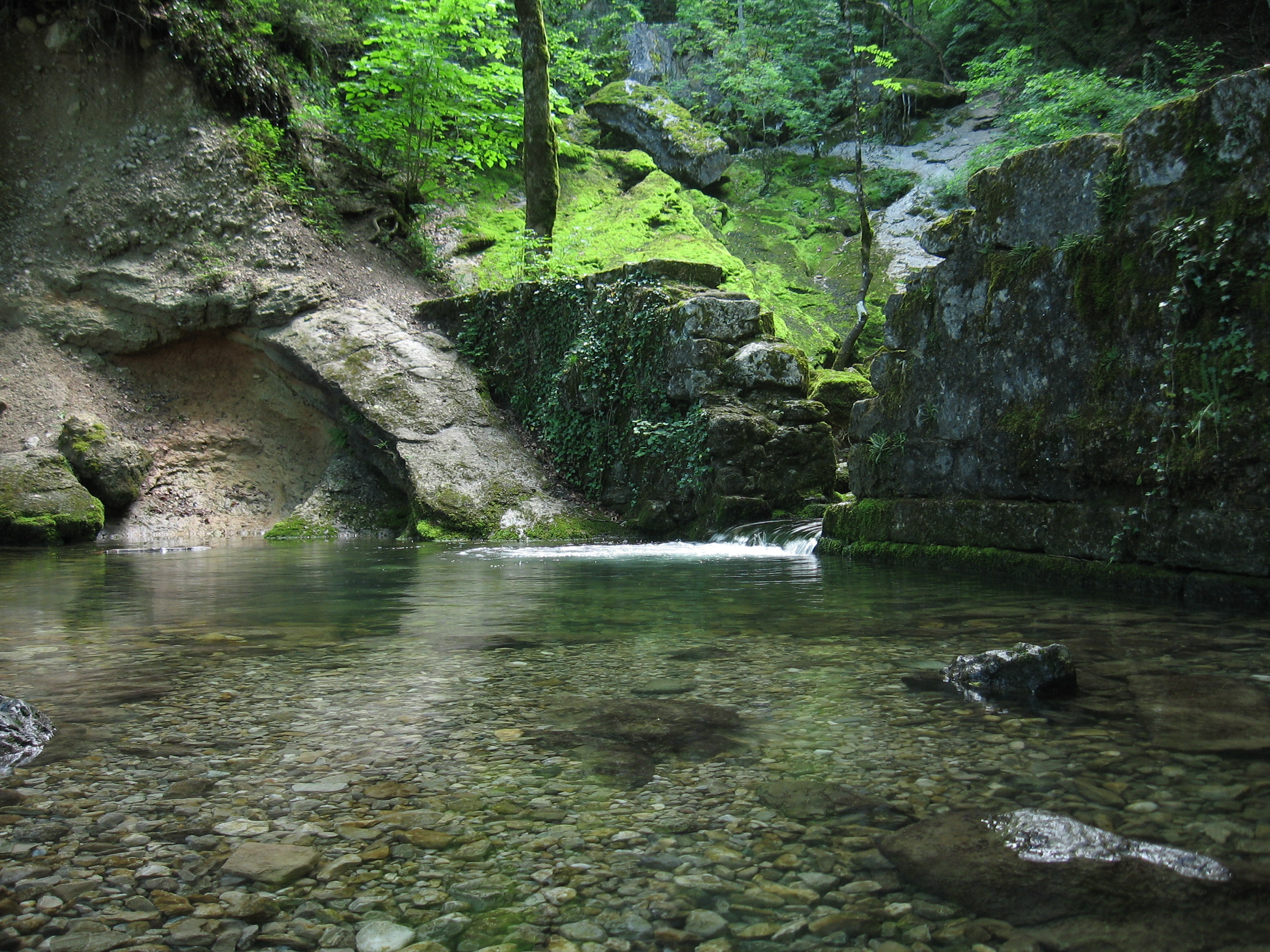
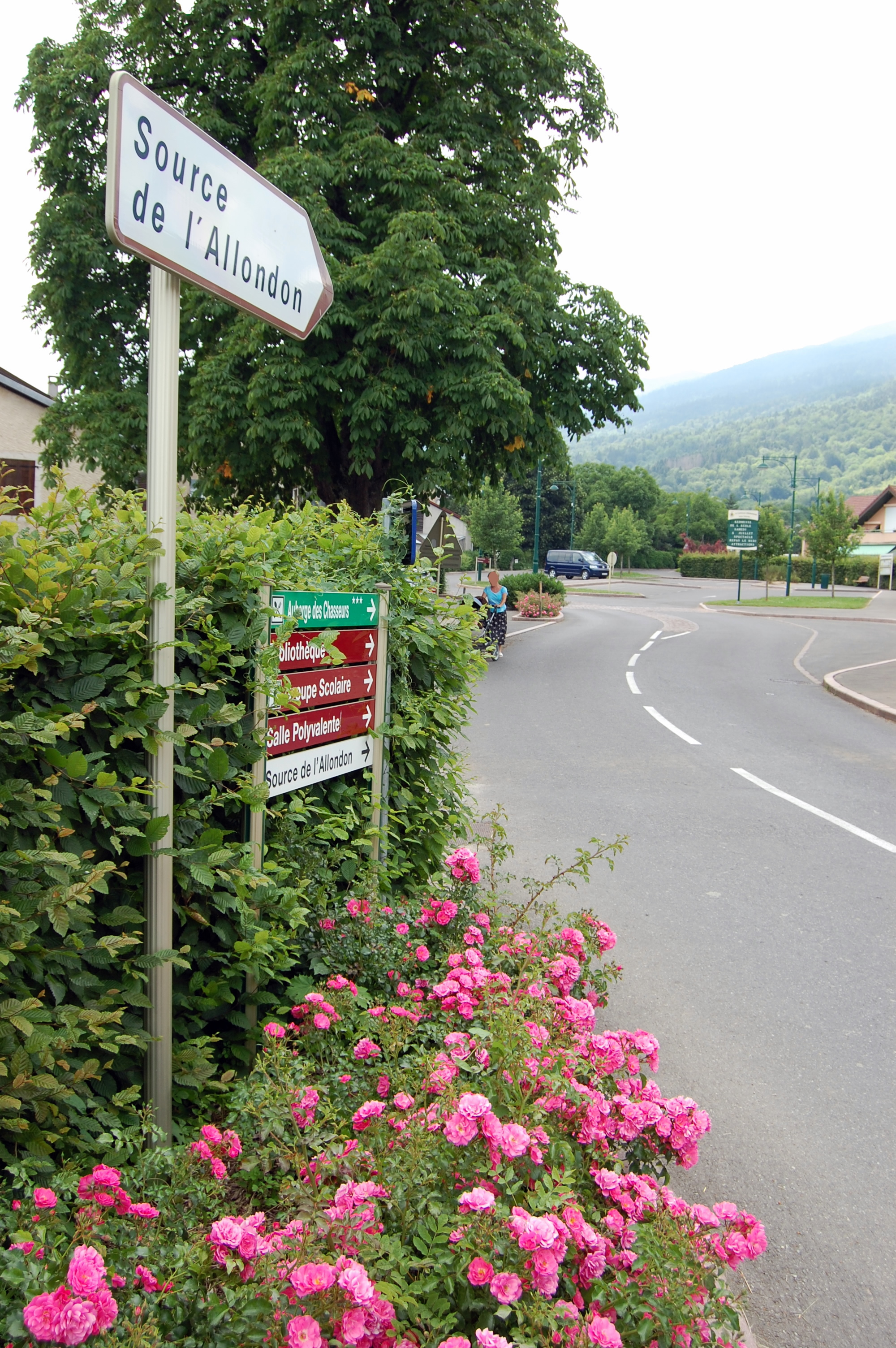
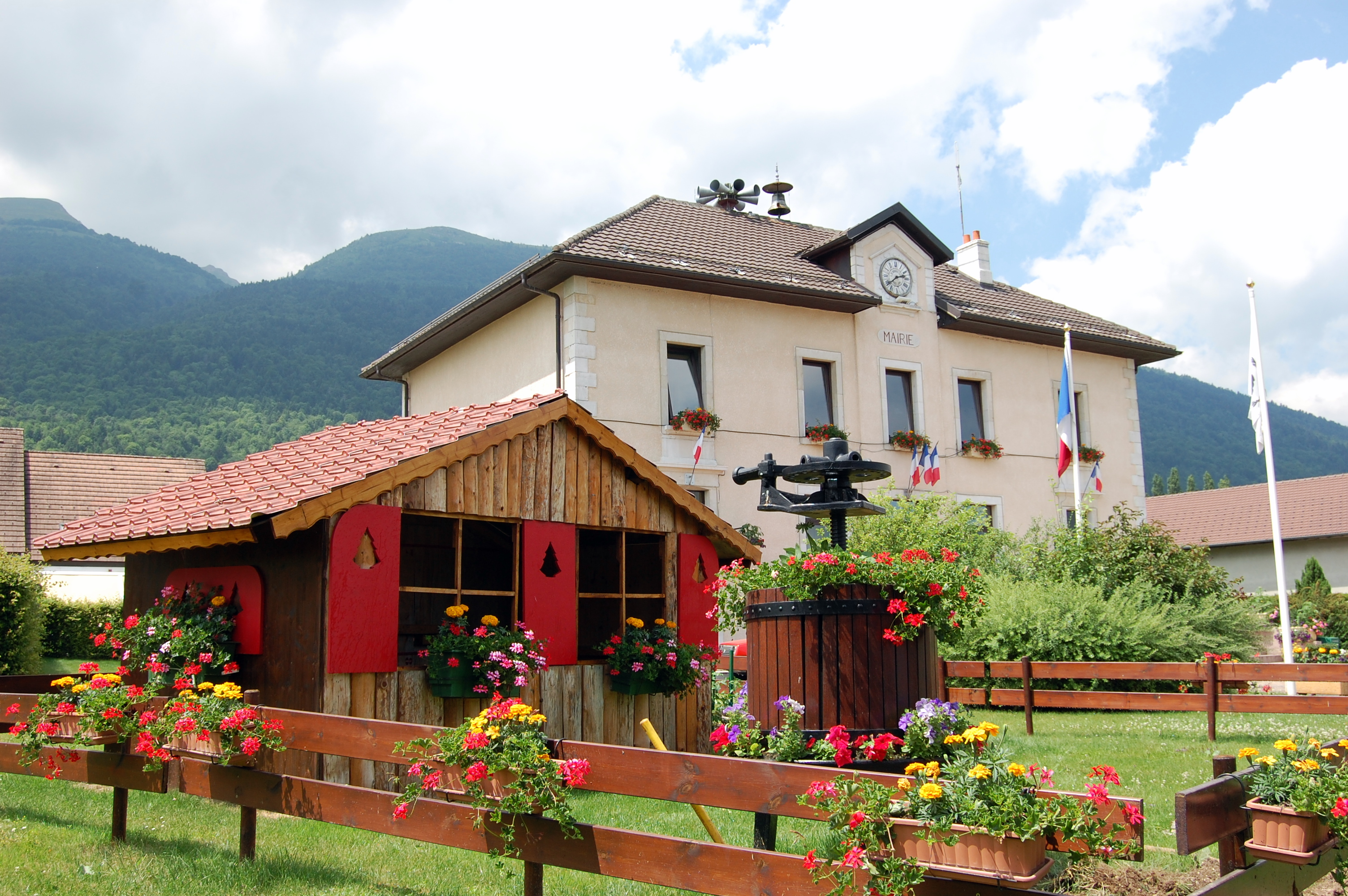